# キキミミ
『キキミミ』は、KBS京都ラジオで2023年6月5日から2024年3月25日まで毎週月曜日の18:30 - 19:00に放送されていたトーク番組。

## 概要
この番組では、歌手・タレントのmisonoとお笑い芸人のミサイルマン・西代洋が送るトークでありながら、ボランティア活動に参加してもらうことを目的する番組である。

## 出演者
パーソナリティ
- misono（歌手・タレント）
- 西代洋（ミサイルマン、お笑い芸人）

## ゲストリスト
2023年
1. 6月5日 - たむらけんじ（電話出演）
2. 6月12日 - Nosuke（Highside・ドラマー）
3. 6月19日 - ドレイク森松、フライング・ペンギン
4. 6月26日 - 中野猛（株式会社ジェムケリーグループホールディングス代表取締役CEO兼株式会社VARTIX代表取締役社長）
5. 7月3日 - 松葉富美子
6. 7月10日 - つかねこ動物愛護環境福祉事業部
7. 7月17日 - ととねぇ（toto BURGER）
8. 7月24日 - まっとん（6TH PACK）
9. 7月31日 - 高井俊彦（ランディーズ）
10. 8月7日 - 曽田葵（美容師・スタイリスト）
11. 8月14日 - 高井俊彦（ランディーズ）、愛純（お菓子屋あいのかほり）
12. 8月21日 -
13. 8月28日 - HIROTO（アリス九號）
14. 9月4日 - 飯と酒と音、almalio、タキウラケン
15. 9月11日 - 北田祐大（株式会社YDK代表者、こども食堂）
16. 9月18日 -
17. 9月25日 - 真洋（歌手、元乃木坂46）
18. 10月2日 - hiromi（メイクアップアーティスト）
19. 10月9日 - かねちっと（ものまねタレント）
20. 10月16日 - chisa（インフルエンサー）、黒河内楓（株式会社コートレットフーズカンパニー専務取締役兼営業本部長）
21. 10月23日 - RYOEI（歌手・シンガーソングライター）、TOZY（シンガーソングライター）
22. 10月30日 - 根のシン（歌手・シンガーソングライター）
23. 11月6日 - ロンフーあつし（ものまねタレント）
24. 11月13日 -
25. 11月20日 - Eden Kai
26. 11月27日 - 加藤拓也（株式会社プレメーズ代表取締役）
27. 12月4日 - Yosuke（株式会社クレアシオンYT）、Atushi（ファッションデザイナー）、印牧伸浩（焼肉横山）
28. 12月11日 - 芹野莉奈
29. 12月18日 -
30. 12月25日 - 上村亘弘（株式会社コインパーク大阪支店長）

2024年
1. 1月1日 - 松本豊（白金髪chef やんまつ）
2. 1月8日 - 葉月樹里（Barオーナー）
3. 1月15日 -
4. 1月22日 -
5. 1月29日 - いくぴー（Youtuber）
6. 2月5日 -
7. 2月12日 - てつじ（シャンプーハット）
8. 2月19日 - 廣瀬真也（S clinic Kyoto院長）
9. 2月26日 -
10. 3月4日 -
11. 3月11日 -
12. 3月18日 -
13. 3月25日 -